# 南海高速公路
南海高速公路（：／ Namhae gosokdoro */?），是連接韓國全羅南道靈岩郡及釜山廣域市北區的一條高速公路，因與朝鮮半島南部海岸平行得名。長273.17公里。目前全線僅剩順天市區內約5公里路段因用地問題無法貫通。另有三條支線（即南海高速公路第一支线、南海高速公路第二支线及南海高速公路第三支线），分別連接昌原市及咸安郡、金海市及釜山沙上區、金海市及釜山港新港。
1973年開始分段開通。2001年山仁至昌原間、長16.2公里的馬山外環高速公路通車，並在2008年11月17日取代原來18.4公里長的路段，後者成為。